# Handarbetsvisan
Handarbetsvisan eller Hans lilla handarbete är en kuplett med text av Karl Gerhard och musik av Jules Sylvain. Sången framfördes 1931 i en av de revyer som Gerhard gjorde i samarbete med Ernst Rolf, och samma år spelades den in och utgavs på stenkaka av Odeon.
De återkommande refrängraderna är "hans lilla handarbete är bedårande", som inleder refrängen och återkommer i dess mitt, och "med nål och tråd och alla sybehör" som avslutar refrängen. 
I de tre verser som återfinns på Karl Gerhards inspelning handlar den första om att den tennisspelande kung Gustaf V även ägnade sig åt broderi, vilket han också gjorde i verkligheten. Gerhard sjunger att han själv har tagit upp denna syssla men aldrig kan bli lika bra som kungen. "Hans lilla handarbete är bedårande, men jag vill mena att det vill hans forehand te'." Andra versen handlar om ett par av Gerhards teaterkollegor, teaterdirektören Franz Engelke och operettsångaren Adolf Niska, som sägs liksom Gerhard och kungen brodera. Tredje versen behandlar hovreportern med mera Waldemar Swahn som "flitigt knypplar på små fileter och frivoliteter" och i diktarnas klubb borde ges "ett litet gum-rum, med nål och tråd och alla sybehör". I notbladet från Rolfs revy finns en vers till, om Gösta Ekman d.ä. och en femte vers, som återfinns i boken Karl Gerhards bästa, behandlar den spanske tronpretendenten som aldrig blev kung. 
Liksom Jazzgossen kan man uppfatta Handarbetsvisan som att den driver med och hånar män som på något sätt är feminina eller ägnar sig åt en feminin sysselsättning. Med kunskap om att broderi var en tidens modesysselsättning för homosexuella män samt att Karl Gerhard i sången själv säger sig brodera kan man istället tolka sången som en av hans blinkningar till de invigda som gick över huvudet på större delen av åhörarna. Karl Gerhards egen kommentar till sångtexten i boken "Karl Gerhards bästa" avslutas "början av trettiotalet kännetecknades av kuplettfrihet, skämtsamhet och brodérskap". 
I modern utgivning återfinns kupletten på CD:n Svenska sångfavoriter: Karl Gerhard. Magnus Uggla spelade in Handarbetsvisan på sin andra skiva med Karl Gerhard-sånger, Karl Gerhard passerar i revy.